# جون ديركس (فنان قصص مصورة)
جون ديركس (بالإنجليزية: John Dirks)‏ هو فنان قصص مصورة أمريكي، ولد في 2 نوفمبر 1917 في نيويورك في الولايات المتحدة، وتوفي في 26 يناير 2010 في مايستيك في الولايات المتحدة.